# Тетеренко, Юрий Игоревич
Юрий Игоревич Тетеренко (укр. Юрій Ігорович Тетеренко; род. 22 января 1997, Луцк) — украинский футболист, полузащитник.

## Биография

### Ранние годы
Воспитанник луцкой ДЮСШ-2 «Украина» и ДЮСШ луцкой ДЮСШ-2 «Украина» и «Волыни». С 2010 по 2011 год провёл 27 матчей и забил 5 голов за ДЮСШ-2 «Украина» в чемпионате ДЮФЛ. С 2012 по 2014 год играл в чемпионате ДЮФЛ за «Волынь» проведя 35 матчей и забив 1 гол.

### Клубная карьера
C 2013 начал привлекаться к играм за юношеский а с 2014 за молодёжный составы «Волыни»
В Премьер лиге дебютировал 16 августа 2016 года в матче против кропивницкой «Звезды»
В августе 2018 года он стал членом «Атлантас». В 2019—2020 годах провёл полтора сезона в белорусском «Слуцке». Летом 2020 года вернулся в «Волынь».